# Лихачёв (остров)
Лихачёв — остров в северо-западной части Каспийского моря в дельте реки Волга. Административно находится в Астраханской области, Камызякский район.
С востока и запада острова Лихачёв — кундраки
С запада проходит Бардынинский канал.
Рядом находятся другие острова:
- Баткачный
- Седьмой остров 45°47′ с. ш. 48°32′ в. д.HGЯO
- Нижний остров45°43′ с. ш. 48°30′ в. д.HGЯO
- Малый Сетной 45°41′ с. ш. 48°39′ в. д.HGЯO

## Топографические карты
- Лист карты L-39-73 Кировский. Масштаб: 1 : 100 000. Состояние местности на 1979 год. Издание 1984 г.